# Khirkiān
Khirkiān är en ort i Indien.   Den ligger i distriktet Harda och delstaten Madhya Pradesh, i den centrala delen av landet, 700 km söder om huvudstaden New Delhi. Khirkiān ligger 280 meter över havet och antalet invånare är 18 498.
Terrängen runt Khirkiān är platt, och sluttar västerut. Runt Khirkiān är det ganska tätbefolkat, med 185 invånare per kvadratkilometer. Det finns inga andra samhällen i närheten. Trakten runt Khirkiān består till största delen av jordbruksmark.